# Joan Plowright
Joan Plowright, född 28 oktober 1929 i Brigg, Lincolnshire, död 16 januari 2025 i London, var en brittisk skådespelare.
Plowright utbildades vid teaterskolan Old Vic och gjorde sin scendebut i London 1954.
År 2004 tilldelades hon utmärkelsen Dame of the British Empire (DBE).
Joan Plowright var gift med Laurence Olivier från 1961 fram till dennes död 1989.

## Filmografi i urval
- 1956 – Moby Dick
- 1960 – Glädjespridaren
- 1982 – Brittiska sjukan
- 1988 – Dränkta i nummerordning
- 1990 – Avalon
- 1990 – Jag älskar dig till döds
- 1992 – En förtrollad april
- 1993 – Dennis
- 1993 – Den siste actionhjälten
- 1996 – 101 dalmatiner
- 1996 – Jane Eyre
- 1999 – Tea with Mussolini
- 2000 – Dinosaurier (röstroll)
- 2002 – Callas Forever
- 2002 – Rock my world
- 2003 – I Am David
- 2008 – Spiderwick